# Как нам обустроить Россию?
«Как нам обустро́ить Росси́ю?» (подзаголовок: посильные соображения) — публицистическое эссе Александра Солженицына, написанное в июле 1990 года, содержащее размышления автора о путях возрождения страны и разумных основах построения жизни народа и государства после конца «коммунистического периода»:

Часы коммунизма — своё отбили. 

Но бетонная постройка его ещё не рухнула. 

И как бы нам, вместо освобождения, не расплющиться под его развалинами.

В первых публикациях («Комсомольская правда» и другие) название эссе не содержит вопросительного знака (в отличие от авторской рукописи и, как исключение, — «Литературная газета» и некоторые другие), в полном собрании сочинений он добавлен:
…Александр Исаевич … написал статью «Как нам обустроить Россию?» — именно с вопросительным знаком в конце заголовка. …забыли поставить вопросительный знак. И получилось, что Солженицын учит, как нам обустроить Россию, а не спрашивает, давайте все вместе подумаем, как нам это сделать.
Статья опубликована 18 сентября 1990 года одновременно в «Литературной газете» № 38 (5312) и «Комсомольской правде» — это первое публицистическое произведение Солженицына, изданное в СССР массовым тиражом.

## Издания
«Волгоградская правда» (21 сентября 1990), «Вечерний Ленинград» (2 октября 1990), а также «Невское время» (30 октября 1992, отрывки) и «Истринская городская газета» (2000, 18—24 октября / 25—31 октября (с сокращениями).
Статью издали и в виде брошюры — YMCA-Press (ISBN 2-85065-188-5) и «Русская мысль» (специальное приложение к № 3846 21.09.1990) в Париже; и несколько советских издательств: «Советский писатель» (Л., 1990, тираж 100 000 экз., ISBN 5-265-01560-4), «Правда» (Библиотека «Комсомольской правды»; № 11, 1990, 86 000 экз.), «Патриот» (1990 (1991), тираж 100 000, ISBN 5-7030-0530-2).
Вышла отдельными изданиями во Франции (Fayard, 1990), в Германии (Piper, 1990, 2-е изд. 1991; «Вече», № 40, 1990), в Италии (Rizzoli, 1990), в США (Farrar, Straus and Giroux, 1991), в Англии (Harper-Collins, 1991), в Дании (Spektrum, 1991), в Польше (Arka, 1991), в Голландии (Dubio Boeken, 1992).

## Описание
Статья развивала давние мысли Солженицына, высказанные им ранее в «Письме вождям Советского Союза» и публицистических работах, в частности, в сборнике «Из-под глыб» (1974). Авторский гонорар за эту статью Солженицын перечислил в пользу жертв аварии на Чернобыльской АЭС.
Статья вызвала большое количество откликов — как положительных, так и отрицательных, а её название часто использовалось впоследствии, став крылатым выражением.
Главная мысль манифеста — упредить беды, последующие за неминуемым, с точки зрения автора, развалом СССР, подумать, как помочь соотечественникам в зарубежье и сохранить Союз из трёх славянских республик и Казахстана. «Услышан я, к сожалению, не был. Не был понят», — отмечал впоследствии Солженицын.